# Cyphochilus (orchideeënfamilie)
Cyphochilus is een geslacht van orchideeën uit de onderfamilie Epidendroideae.
Het zijn zeer zeldzame, weinig bekende epifytische orchideeën, endemisch voor de regenwouden van Nieuw-Guinea.

## Naamgeving en etymologie
De botanische naam Cyphochilus is een samenstelling van Oudgrieks κυφός, kuphos (gebogen) en χεῖλος, cheilos (lip), naar de positie van de bloemlip.

## Kenmerken
Cyphochilus-soorten zijn kleine epifytische planten. Ze lijken in vegetatieve vorm sterk op de soorten van het geslacht Appendicula, maar onderscheiden zich daarvan onder andere door de vorm van de bloemlip.

## Habitat en verspreiding
Cyphochilus-soorten groeien op bomen in de regenwouden van Nieuw-Guinea.

## Taxonomie
Het geslacht telt 8 soorten. Er zijn twee mogelijke typesoorten, C. parvifolius of C. bilobus.

### Soorten
- Cyphochilus anemophilus Schltr. (1912)
- Cyphochilus bilobus (J.J.Sm.) Schltr. (1912)
- Cyphochilus collinus Schltr. (1912)
- Cyphochilus latifolius Schltr. (1912)
- Cyphochilus montanus (Schltr.) Schltr. (1912)
- Cyphochilus parvifolius Schltr. (1912)
- Cyphochilus rivularis Schltr. (1912)
- Cyphochilus scissosaccus Gilli (1980 publ. 1983)